# Biserica Ortodoxă a Ierusalimului
Biserica Ortodoxă din Ierusalim sau Patriarhia Greacă Ortodoxă a Ierusalimului este una din bisericile autocefale ale creștinismului ortodox, având în custodie enoriaşii şi locurile sfinte din Țara Sfântă, incluzând Israelul, Palestina şi Iordania.
Biserica Ortodoxă a Ierusalimului păstrează până în ziua de astăzi în custodie multe din Locurile Sfinte din Ierusalim și din împrejurimi, pe unele împreună cu Biserica Romano-Catolică, Biserica Coptă a Alexandriei și cu Biserica Apostolică Armeană. Este vorba mai ales de Biserica Sfântului Mormânt din Ierusalim și Biserica Nașterii Domnului din Betleem.

## Istoric

### Perioada timpurie
Biserica din Ierusalim este una din cele cinci biserici care au alcătuit în primul mileniu creștin așa-numita Pentarhie, alături de Biserica Romei, a Constantinopolelui, a Alexandriei și a Antiohiei.

### Istoria contemporană
În ultima vreme au apărut critici la adresa autorităților bisericești din partea credincioșilor palestinieni, care acuză ierarhia (în majoritate de origine greacă și elenofonă) de irosirea banilor bisericii și pentru faptul că membrii vorbitori de limba arabă ai bisericii sunt tratați ca niște credincioși de rangul doi. 
În 2005, după depunerea din treaptă a Patriarhului Irineu I în contextul unui scandal privind o vânzare de pământuri către evrei, Sfântul Sinod al Bisericii a ales ca locum tenens al scaunului Ierusalimului pe mitropolitul Cornilie al Petrei. La 22 august 2005 Sfântul Sinod l-a ales în unanimitate ca patriarh al Bisericii Ierusalimului pe fostul arhiepiscop de Thabor, acum preafericitul Teofil al III-lea, ca al 141-lea Patriarh al Ierusalimului.
Această biserică a întrerupt comuniunea cu Biserica Ortodoxă Română în data de 9 mai 2011, în urma unei dispute privind aşezamântul ortodox român de la Ierihon,
Comuniunea cu Biserica Ortodoxă Română a fost reluată în 22 februarie 2013.
În perioada 15-23 septembrie 2014 Biserica Ortodoxă a Ierusalimului a fost gazda celei de-a 13-a sesiuni plenare a Comisiei Mixte de Dialog Teologic Catolic-Ortodox, care s-a desfășurat la Amman.

## A se vedea și
- Biserica Ortodoxă a Greciei
- Sinodul de la Calcedon